# Jams
Jams è una serie televisiva italiana per adolescenti prodotta da Stand by me per la Rai.

## Produzione
La serie è stata ideata da Simona Ercolani, che è autrice del soggetto e della sceneggiatura insieme a Mariano Di Nardo, Josella Porto, Angelo Pastore, Filippo Gentili, Elizabeth De Grassi.
A causa di alcune tematiche affrontate nella serie (l’abuso sui minori, bullismo e cyberbullismo), la produzione si è avvalsa della collaborazione dell'equipe di neuropsichiatria infantile dell'Ospedale pediatrico Bambino Gesù di Roma.
Nonostante la difficile e delicata tematica affrontata in questa serie televisiva, non sono presenti scene che potrebbero ledere alla salute cognitiva o che potrebbero urtare la sensibilità del giovane pubblico a cui è rivolta. 
La sigla "Un istante di te" è cantata da Ruggero Pasquarelli.
La serie è composta in totale da 75 episodi. Cinque di essi non rientrano in nessuna stagione: vennero realizzati con mezzi ridotti e con il cast distanziato a causa della pandemia del 2020 (la trama ricalcava la situazione di distanziamento sociale di quel periodo).

## Distribuzione
Gli episodi sella serie sono disponibili in anteprima su RaiPlay a partire dal 6 marzo 2019.
Dopo il debutto, la serie ha avuto una prima visione mista tra la televisione lineare e la piattaforma VOD della Rai.

## Trama

### Prima stagione
Quattro ragazzi, Gioia "Joy" (Sonia Battisti), Alice (Giulia Cragnotti), Max (Andrea Dolcini) e Stefano (Luca Edoardo Varone) affrontano il primo anno di scuola media. All’inizio sono solo Joy, Alice e Max poi arriva anche Stefano, che però deve viaggiare molto a causa del lavoro del padre e non può accettare l’invito dei nuovi amici per il contest di cucina organizzato dalla scuola per gli studenti di prima media. Alla fine però lo convincono e partecipano tutti insieme con il nome Jams, l'acronimo dei loro nomi. Improvvisamente però Joy inizia ad allontanarsi da tutti e a comportarsi male apparentemente senza motivo. Saranno i suoi amici a scoprire che la ragazza è stata molestata da un amico di famiglia che la attira a casa sua con una scusa: infatti mentre Michelino il fratello di Max legge i fumetti dell’avvocato, lei viene trascinata in cucina. Alice, Max e Stefano faranno di tutto per aiutarla e riusciranno nella loro impresa quando Alice parlerà con i suoi genitori e riuscirà a far arrestare l’avvocato, dopo che Max sarà riuscito a far parlare il fratello e a farsi raccontare tutto. Joy starà per un po’ di tempo a casa e il giorno della finale del contest vedrà i suoi amici presentarsi a casa sua. Alla fine riusciranno a convincerla e riusciranno ad arrivare in tempo alla gara di cucina che vedrà come giudice lo chef Alessandro Borghese.

### Seconda stagione
Max lascia la squadra di calcio perché alcuni ragazzi della squadra tra cui Flavio, un ragazzo di terza hanno iniziato a ridere di lui perché gioca pochissimo restando quasi sempre in panchina. Allora si appassiona agli "eSports", giocando a calcio online con il nome di Capitan M. La sua ragazza Alice, è da lui considerata la sua allenatrice ed è sempre lì quando lui gioca una partita. Capitan M è popolare nel videogioco e ha conosciuto una persona Margherita "Kickoff", con cui gioca molto spesso. 
Intanto a scuola viene annunciato un nuovo contest: nato dalla collaborazione del professor Capuana insegnante di lettere, geografia e storia e del professor Vitolo, insegnante di musica stavolta il contest sarà sulle canzoni. I Jams decidono di partecipare e anche Melissa ha intenzione di iscriversi, perché prende lezioni di canto e ballo da quand'era piccola ed è molto brava; inoltre vuole la sua rivincita a causa del secondo posto dell'anno precedente. Sapendo che i The Best non sanno ballare e cantare cerca inizialmente di trovare un'altra squadra, ma in ogni candidato trova un difetto e la ragazzina finisce per tornare dalla sua squadra precedente: Chiara, Gianmaria ed Oscar. 
I Jams decidono di farsi aiutare da Marco, un amico di Stefano che ha conosciuto durante uno dei viaggi di lavoro di suo padre. Marco è un ragazzo poco più grande degli altri che frequenta un'altra scuola e ama la musica e lo skateboard; scrive canzoni prevalentemente rap e si fa chiamare Croma. Max e Joy sono ben disposti a fare amicizia con lui e farsi aiutare ma Alice non apprezza la sua arroganza e la sua presunzione, trovandolo antipatico. Nonostante ciò, accetta il suo aiuto per creare il videoclip della canzone che stanno scrivendo (è stato deciso che infatti le squadre creeranno un video per ogni canzone scritta, in modo che anche i loro compagni di classe possano ascoltarla e commentare, e non solo i giudici delle sfide). Il video ritrae i quattro ragazzini sulla giostrina arrugginita del parco giochi che hanno sempre frequentato, dato che il tema della prima "battle" (nome deciso dai ragazzi per ogni duello tra le squadre) è l'amicizia.
Viene annunciata a scuola una gita d'istruzione al Bioparco e sono tutti entusiasti all'idea. Alice però si ammala e non può partecipare alla gita e ciò sconsola un po' i Jams e soprattutto Max, che sperava di poter stare con lei. Al Bioparco Gianmaria rivela di essere zoofobico ai suoi amici e Stefano chiede a Joy se le piace Marco, e lei gli lascia intendere che la persona che le piace è proprio Stefano. Infine Joy, Max e Stefano fanno una videochiamata con Alice per renderla partecipe della gita, ma lei nota un gruppetto di compagni di classe ridere sonoramente e chiede cosa stiano facendo. È Stefano ad andare a vedere e si rende conto che stanno ridendo per una foto caricata sul social della scuola. La foto è una schermata del videoclip dei Jams che ritrae Max con un'espressione buffa. Questa foto è diventata una base per i meme utilizzata da molti compagni di scuola e Max è iniziato a essere definito "ritardato". Quando Stefano chiede spiegazioni ai ragazzi, loro rispondono che stavano ridendo perché quel meme era uno scherzo sciocco e innocuo, ma Max si offende ugualmente da un profilo con un nickname impossibile da identificare.

### Jams #UnitiPiùCheMai
Marzo 2020. I Jams si ritrovano nella pandemia da Covid-19 e vivono l'esperienza della didattica a distanza, cercando di mantenere intatti i loro rapporti.

### Terza stagione
I Jams vanno al summer camp con tutta la classe per recuperare alcuni degli argomenti non fatti a causa della quarantena. I ragazzi conosceranno nuove persone; si divertiranno ma ci saranno anche problemi che dovranno affrontare appena arrivati lì. C'è un ragazzo di nome Giulio che viene subito attirato da Joy. Successivamente Giulio bacierá Joy, Stefano lo scoprirá e si arrabbierà con Joy.

### Quarta stagione
Durante la quarta stagione i ragazzi si trovano in terza media e dovranno affrontare il loro primo esame. Ci sono diverse novità, una di queste è che i Jams non saranno in classe tutti insieme a causa di un guasto a scuola e conosceranno un nuovo amico di nome Dario, soprannominato "Smash".

## Personaggi

### Principali
Gioia De Santis: chiamata da tutti "Joy", è la leader dei Jams e trascina sempre i suoi amici in sfide impossibili come il contest di cucina. È determinata infatti ottiene sempre quello che vuole ed è anche molto testarda. Fin dall'asilo conosce Alice e Max, il suo sogno è di diventare una chef. Nella prima stagione si scopre che ha una nonna che si chiama Gioia come lei, verrà molestata da un amico di famiglia l'avvocato Bartolomei, finché grazie ai suoi amici e genitori troverà il coraggio di denunciarlo ed è la rivale di Melissa, si innamora di Stefano e nella seconda stagione si metterà con lui, nel frattempo aiuterà Max a superare il suo periodo del bullismo, nella terza stagione al camp conoscerà Giulio, un volontario e tradisce Stefano con quest’ultimo ma poi i due fanno pace, nel frattempo aiuterà Melissa a liberarsi di uno sconosciuto online rivedendosi molto nella sua situazione e le due diventano amiche alla fine della terza stagione. Nella quarta stagione avrà un po’ di problemi con Stefano rendendosi conto di non amarlo più, lasciandosi chiedendo di restare amici cosa che chiaramente lui non vuole; nel frattempo aiuterà una ragazza con dei ragazzi riuscendo a farla ribellare, si arrabbia molto quando scopre che Stefano e Alice stanno insieme ma poi decide di perdonare entrambi, sentendosi anche in colpa per non essere stata vicino a quest’ultimo durante il suo periodo difficile, ma alla fine i Jams tornano più uniti di prima.
Alice Deleuse: è la migliore amica di Joy, che ha i genitori divorziati. È una tipa molto tosta, chiacchierona e non sopporta le ingiustizie, ama la natura e ha un appuntamento fisso con Joy ovvero il pigiama party, si innamora di Max e si metteranno insieme ma si lasceranno nella seconda stagione appena lei conosce un ragazzo di nome Marco amico di Stefano e i due si avvicinano troppo, ma anche perché Max sta passando un periodo difficile a causa del bullismo ma alla fine lei lo aiuterà a superare questo ostacolo, alla fine della seconda stagione si mette con Marco e durante il lockdown perderà suo nonno Alberto a causa di una malattia e quest’esperienza la aiuterà a diventare più forte e matura.  Nella terza stagione al camp lotterà contro un’ingiustizia ovvero un albero dei desideri che verrà distrutto a causa di un albergo, conoscerà Giulio un volontario del camp e i due diventano molto amici ma appena scopre che lui è il padre di De Santis si arrabbia molto ma poi decide di perdonarlo e convince il padre di quest’ultimo a non distruggere l’albero dei desideri e si lascerà con Marco perché quest’ultimo torna a Seattle con la madre. Nella quarta stagione aiuta  Stefano durante la rottura con Joy e i due passeranno tanto tempo insieme fino a provare dei sentimenti l’uno per l’altra e si metteranno insieme ma lo respinge appena Joy verrà a sapere la verità, finché le due fanno pace e i Jams tornano più uniti di prima riconciliandosi anche con il suo amato Stefano. 
Max Liburdi: ha un fratello di nome Michelino, il quale andava dall'avvocato a leggere i fumetti, il suo sogno era quello di diventare un calciatore, si innamora di Alice e i due si metteranno insieme, durante la seconda stagione subisce attacchi di bullismo e vedendo Marco e Alice insieme lascia quest’ultima anche a causa del periodo difficile che sta passando, ma grazie ai Jams supera quest’ostacolo, scopre anche l’identità di Kikoff il suo amico misterioso con la quale giocava ai videogiochi e scopre che è una ragazza che si chiama Margherita. Nella terza stagione al camp capisce di provare dei sentimenti per quest’ultima e verrà aiutato da Melissa per conquistarla ma poi lui le confessa i suoi sentimenti e si mettono insieme. Nella quarta stagione diventa molto amico di Dario “Smash” e parteciperanno insieme a un torneo di tennis e si arrabbia con Stefano e Alice quando loro non dicono a Joy la verità ma poi i Jams tornano più uniti di prima. 
Stefano Lambusta: è un ragazzo che all'inizio deve viaggiare molto a causa del lavoro del padre, ma poi gli farà cambiare idea; diventa molto amico di Joy, Alice e Max, si innamora di Joy e nella seconda stagione si metteranno insieme e aiuterà Max a superare l’ostacolo del bullismo. Durante il lockdown conosce Elisa, la sua vicina di casa e per questo litiga spesso con Joy ma alla fine i due fanno pace e scopre che sua madre aspetta un bambino. Nella terza stagione le cose tra lui e Joy vanno alla grande fin quando Stefano aiuterà Elisa ad uscire dal suo blocco e di questo Joy non sapeva nulla, finché lei presa dalla rabbia lo tradisce con Giulio ma alla fine i due fanno pace. Nella quarta stagione avrà dei problemi con Joy e i due si lasceranno, lui per questo è distrutto e conosce un ragazzo di nome Lorenzo e per questo comincia a giocare sempre più spesso finché non si caccia nei guai e decide di confessare tutto. Nel frattempo lui e Alice si avvicinano molto e iniziano a passare tanto tempo insieme fino a provare dei sentimenti l’uno per l’altra al punto di dedicarle un disegno e i due si metteranno insieme finché si lasceranno appena Joy scopre la verità, ma alla fine i Jams tornano più uniti di prima e si ricongiunge con la sua amata Alice.

### Secondari
Melissa: è la leader dei The Best, migliore amica di Chiara e rivale di Joy. È una ragazza antipatica, vanitosa che si crede di essere la migliore in tutto. Inizialmente ha una cotta per Stefano, ma al termine della seconda stagione la supererà, nella terza stagione diventa più buona e si conosce con un ragazzo online, per poi scoprire che era solo un pazzo e grazie a questo diventa amica di Joy e dei Jams, si innamora di Giulio e lo bacia al termine della terza stagione. Nella quarta stagione decide di tornare a cantare e forma un duo musicale con Elisa per poi far unire anche Stefano C, il nipote del professor Capuana e i due cominciano a provare dei sentimenti l’uno per l’altra e si mettono insieme.
Chiara: la migliore amica di Melissa, è un po' timida e inizialmente è fidanzata con Ivan, ma nella terza stagione i due si lasceranno e si innamora di Oscar, per poi fidanzarsi con lui. 
Oscar: il migliore amico di Gianmaria, è un buon gustaio, nella terza stagione si innamora di una ragazza 17enne di nome Laura per poi rinunciare poiché è troppo piccolo per lei e si innamora di Chiara, per poi fidanzarsi con lei.
Gianmaria: il secchione della classe, è zoo-fobico (cioè ha paura degli animali) è innamorato perso di Melissa non ricambiato ed è migliore amico di Oscar. Ma in seguito conoscerà Charlene e si fidanzerà con lei, nella terza stagione comincia poi a provare delle insicurezze per paura di perderla ma alla fine i due tornano più uniti di prima.
Charlene: la ragazza più intelligente della scuola, inizialmente lei e Gianmaria stanno insieme per finta per far ingelosire Melissa ma poi i due si fidanzano e nella terza stagione lui avrà paura di perderla ma i due alla fine tornano più uniti di prima e nella seconda stagione ha un criceto di cui Gianmaria si occuperà.
Margherita: un'amica di Max con cui gioca a calcio on-line usando il nickname "Kickoff", in seguito si conosceranno nella vita reale e si innamoreranno e nella terza stagione si metteranno insieme.
Elisa: una ragazza un po' ribelle, è la vicina di Stefano col quale stringerà una buona amicizia e sarà quest’ultimo ad aiutarla a togliere il blocco del lockdown, diventerà molto amica anche di Margherita. Nella quarta stagione formerà un duo musicale con Melissa.
Dario: si fa chiamare "Smash", è il nuovo amico dei Jams. È un ragazzo affetto da una disabilità che non gli permette di usare le gambe, pertanto è costretto alla sedia a rotelle. In brevissimo tempo instaura un bellissimo rapporto di amicizia con i Jams e in modo particolare con Max. Ha un carattere solare e allegro e nonostante le sue difficoltà fisiche ha una vita molto attiva e ricca di interessi. Ama il tennis e ha un bellissimo rapporto con i suoi genitori soprattutto con la sua mamma. 
Marco: È un amico di Stefano, che frequenta un’altra scuola e aiuterà i Jams a scrivere le canzoni per il contest, inizialmente lui e Alice non si sopportano molto ma poi i due cominciano ad avvicinarsi sempre di più per poi incominciare una relazione alla fine della seconda stagione, durante il lockdown i due stanno ancora insieme ma si lasceranno nella terza stagione perché quest’ultimo deve tornare a Seattle con la madre.
Silvio De Santis: è il marito di Agata, amico dell'avvocato Ettore Bartolomei ed è il padre di Joy.
Michelino: è il fratello minore di Max.
Agata: È la madre di Joy, è da lei che quest'ultima ha preso la passione per la cucina e lavora come infermiera.
Ettore Bartolomei: fa l'avvocato è amico di famiglia di Joy, lui comincerà a farle delle molestie e alla fine verrà arrestato.
Luca Deleuse: è il padre divorziato di Alice.
Mamma di Dario "Smash": è una donna giovane, molto apprensiva che vuole molto bene a suo figlio Dario "Smash" e cerca dove può di accontentarlo nelle sue richieste senza fargli pesare la sua condizione fisica. È molto attenta nei suoi confronti e cerca di comprenderlo e ascoltarlo sempre nelle sue richieste anche se alle volte il suo essere apprensiva la porta a malincuore a dover ostacolare le sue richieste, che molto spesso verranno esaudite grazie alla collaborazione dei suoi amici Jams e in particolar modo di Max.

### Apparizioni speciali
Alessandro Borghese: Appare al termine della prima stagione, come giudice della finale della gara di cucina della scuola.
Martina Attili: Compare nella seconda stagione e resta come presenza stabile nella serie, farà da "mentore" nei contest musicali della scuola.

## Episodi
| Stagione                                 | Episodi | Prima TV originale |
| ---------------------------------------- | ------- | ------------------ |
| Prima stagione                           | 10      | 2019               |
| Seconda stagione                         | 20      | 2020               |
| Episodi aggiuntivi emergenza coronavirus | 5       | 2020               |
| Terza stagione                           | 20      | 2020               |
| Quarta stagione                          | 20      | 2022               |